# L'ottavo giorno della settimana (film)
L'ottavo giorno della settimana (Ósmy dzien tygodnia) è un film del 1958 diretto da Aleksander Ford.

## Trama
Agnieszka Walicka è una studentessa di filosofia che vive con i suoi genitori e il fratello Grzegorz che trova nell'alcol l'unica fonte di consolazione ai problemi d'amore. Agnieszka è follemente innamorata di Piotr Terlecki, un giovane architetto squattrinato che frequenta. I due sono alla disperata ricerca di una casa in cui andare a convivere dopo il matrimonio; ma le richieste di ottenere un appartamento nella Varsavia della fine degli anni cinquanta sono già tante, e anche quando il palazzo in cui abita Piotr crolla, il ragazzo si ritrova sfollato e senza un aiuto concreto da parte dello stato. I due ragazzi provano, pur nelle avversità, a ritagliarsi degli attimi di intimità: quando fuori c'è il sole escono dalla città e si allontanano nel verde: sempre più impazienti di voler consumare il loro amore, si trovano a dover combattere con gli ubriaconi e le figure losche che pullulano nelle buie strade di Varsavia.
Una sera i due rimangono per errore rinchiusi all'interno di un grande magazzino: questa sequenza viene presentata a colori, mentre tutto il resto del film è in bianco e nero. L'indomani, i responsabili del negozio trovano Piotr e lo portano in commissariato; ma, accertata la sua innocenza, il ragazzo viene liberato. Il commissario, venuto a conoscenza della sua storia, gli consiglia di continuare a lottare per ottenere un appartamento per lui e la sua fidanzata. Piotr non demorde e fa l'ennesimo tentativo all'ufficio comunale. Agnieszka, che pure è sempre stata la più tenace dei due, si arrende: una sera, in un locale in cui è solita andare per recuperare il fratello, decide di ubriacarsi insieme a un uomo molto più grande di lei e conosciuto pochi attimi prima; oramai sbronza, la ragazza ha il suo primo rapporto sessuale con quello sconosciuto. L'indomani, l'uomo insulta Agnieszka per non averlo avvertito di essere vergine. Moralmente provata da quanto accaduto la sera precedente, ma abbastanza orgogliosa da mostrarsi forte dinanzi all'uomo che ha approfittato di lei, la ragazza esce e se ne torna a casa. Qui incontra Emil, un coinquilino di casa Walicki, che le dà la notizia delle sue future nozze con la fidanzata, malgrado le accuse sull'onestà della ragazza di qualche malalingua del rione; Agnieszka, guardandola mentre dorme, riconosce in lei la stessa ragazza che dormiva nuda a casa di un amico di Piotr, il pittore Zbigniew.
Piotr, all'oscuro di tutto, raggiunge entusiasta Agnieszka mostrandole la chiave dell'appartamento che finalmente permetterà ai due di avere un luogo riservato. Agnieszka, però, scossa per quanto successo, gli mente dicendogli di non amarlo. Qualche istante dopo, capendo di aver commesso un grave errore, afferra da terra la chiave gettata dal ragazzo ai suoi piedi e gli corre dietro.

## Produzione
Il regista Aleksander Ford ha adattato il romanzo omonimo dello scrittore Marek Hłasko.

## Distribuzione
Il film fu presentato in concorso al Festival di Venezia del 1958, ma venne distribuito in Polonia soltanto nell'agosto del 1983. L'opera, considerata "ideologicamente sbagliata" dalle autorità polacche, fu censurata a causa dell'eccessivo realismo con il quale veniva descritta la realtà polacca del periodo.